# Leichtathletik-Länderkampf der Männer 1966 BR Deutschland – Norwegen
| 11. Leichtathletik-Länderkampf mit bundesdeutscher Beteiligung 1966 | 11. Leichtathletik-Länderkampf mit bundesdeutscher Beteiligung 1966 |
| ------------------------------------------------------------------- | ------------------------------------------------------------------- |
|                                                                     |                                                                     |
| Ländervergleich der Männer: BR Deutschland – Norwegen               |                                                                     |
| Austragungsort                                                      | Lübeck                                                              |
| Wettbewerbe                                                         | 20                                                                  |
| Datum                                                               | 24./25. September                                                   |
| 1. FRG 2. NOR                                                       | 144 Punkte 066 Punkte                                               |
| Chronik                                                             |                                                                     |
| ← POL-FRG (M)                                                       | FRA-FRG-SUI 10kampf (M) →                                           |

Den elften Vergleich des Länderkampfjahres 1966 bestritten die bundesdeutschen Männer am 24./25. September in Lübeck gegen Norwegen. Es war das zweite Aufeinandertreffen der beiden Nationen nach 1963. Vor drei Jahren hatte die Bundesrepublik Deutschland die Begegnung in der norwegischen Hauptstadt Oslo mit deutlichem Vorsprung gewonnen.

## Wettbewerbe und Modus
Auf dem Programm standen die bei Männerländerkämpfen üblichen zwanzig Disziplinen. Aus dem olympischen Wettbewerbskatalog fehlten nur der Marathonlauf, die beiden Gehdisziplinen und der Zehnkampf. Die Wertung erfolgte durchgängig nach dem Standardsystem.

## Ergebnis
Die Bilanz dieser Begegnung fiel sehr eindeutig aus. Außer der 4-mal-100-Meter-Staffel entschied die Bundesrepublik Deutschland alle Wettbewerbe für sich. In der Sprintstaffel gab es wegen eines Fehlstarts eine Disqualifikation des bundesdeutschen Quartetts. Dreizehn der neunzehn bundesdeutschen Siege erfolgten dabei mit Doppelerfolgen. So war die Überlegenheit der bundesdeutschen Leichtathleten in diesem Jahr noch größer als vor drei Jahren in Oslo, am Ende siegte die Bundesrepublik Deutschland mit 144 zu 66 Punkten.

## Legende
Kurze Übersicht zur Bedeutung der Symbolik – so üblicherweise auch in sonstigen Veröffentlichungen verwendet:
| DSQ | disqualifiziert |

## Resultate

### 100 m
| Platz | Athlet              | Land | Zeit (s) |
| ----- | ------------------- | ---- | -------- |
| 1     | Manfred Knickenberg | FRG  | 10,2     |
| 2     | Gert Metz           | FRG  | 10,4     |
| 3     | Ole Bernd Skarstein | NOR  | 10,5     |
| 4     | Nils-Petter Gulseth | NOR  | 10,9     |

Datum: 24. September

### 200 m
| Platz | Athlet              | Land | Zeit (s) |
| ----- | ------------------- | ---- | -------- |
| 1     | Manfred Knickenberg | FRG  | 21,2     |
| 2     | Rolf Krüsmann       | FRG  | 21,4     |
| 3     | Richard Simonsen    | NOR  | 22,2     |
| 4     | Jostein Førland     | NOR  | 22,3     |

Datum: 25. September

### 400 m
| Platz | Athlet              | Land | Zeit (s) |
| ----- | ------------------- | ---- | -------- |
| 1     | Friedrich Roderfeld | FRG  | 46,4     |
| 2     | Rolf Krüsmann       | FRG  | 46,6     |
| 3     | Richard Simonsen    | NOR  | 48,2     |
| 4     | Terje Larsen        | NOR  | 48,3     |

Datum: 24. September

### 800 m
| Platz | Athlet             | Land | Zeit (min) |
| ----- | ------------------ | ---- | ---------- |
| 1     | Franz-Josef Kemper | FRG  | 1:49,4     |
| 2     | Herbert Missalla   | FRG  | 1:49,6     |
| 3     | Thor Solberg       | NOR  | 1:50,2     |
| 4     | Bjørn Husby        | NOR  | 1:50,6     |

Datum: 25. September

### 1500 m
| Platz | Athlet         | Land | Zeit (min) |
| ----- | -------------- | ---- | ---------- |
| 1     | Harald Norpoth | FRG  | 3:50,3     |
| 2     | Bodo Tümmler   | FRG  | 3:51,6     |
| 3     | Thor Solberg   | NOR  | 3:51,7     |
| 4     | John Viste     | NOR  | 3:59,4     |

Datum: 24. September

### 5000 m
| Platz | Athlet           | Land | Zeit (min) |
| ----- | ---------------- | ---- | ---------- |
| 1     | Hans Gerlach     | FRG  | 14:01,0    |
| 2     | Rainer Biesecke  | FRG  | 14:01,6    |
| 3     | Arne Hammersland | NOR  | 14:30,8    |
| 4     | Thor Heiland     | NOR  | 14:57,6    |

Datum: 24. September

### 10.000 m
| Platz | Athlet       | Land | Zeit (min) |
| ----- | ------------ | ---- | ---------- |
| 1     | Lutz Philipp | FRG  | 29:11,8    |
| 2     | Lutz Krausse | FRG  | 30:09,6    |
| 3     | Ivar Isaksen | NOR  | 30:30,2    |
| 4     | Arne Kwaale  | NOR  | 30:53,8    |

Datum: 25. September

### 110 m Hürden
| Platz | Athlet          | Land | Zeit (s) |
| ----- | --------------- | ---- | -------- |
| 1     | Hinrich John    | FRG  | 13,9     |
| 2     | Ragnar Moland   | NOR  | 14,1     |
| 3     | Hans Bickel     | FRG  | 14,4     |
| 4     | Ingvar Hannisch | NOR  | 15,1     |

Datum: 24. September

### 400 m Hürden
| Platz | Athlet         | Land | Zeit (s) |
| ----- | -------------- | ---- | -------- |
| 1     | Gerd Loßdörfer | FRG  | 50,4     |
| 2     | Horst Gieseler | FRG  | 50,9     |
| 3     | John Skelvag   | NOR  | 53,7     |
| 4     | Ragnar Moland  | NOR  | 53,8     |

Datum: 25. September

### 3000 m Hindernis
| Platz | Athlet          | Land | Zeit (min) |
| ----- | --------------- | ---- | ---------- |
| 1     | Helmut Neumann  | FRG  | 8:55,6     |
| 2     | Heinrich Wagner | FRG  | 9:02,4     |
| 3     | Kjeld Botten    | NOR  | 9:07,4     |
| 4     | Finn Sjølie     | NOR  | 9:28,0     |

Datum: 25. September

### 4 × 100 m Staffel
| Platz | Besetzung      | Land                                                                     | Zeit (s)  |
| ----- | -------------- | ------------------------------------------------------------------------ | --------- |
| 1     | Norwegen       | Ole Bernd Skarstein Richard Simonsen Jostein Førland Nils-Petter Gulseth | 42,1      |
| DSQ   | BR Deutschland | Hans-Jürgen Felsen Gert Metz Dieter Enderlein Manfred Knickenberg        | Fehlstart |

Datum: 24. September

### 4 × 400 m Staffel
| Platz | Besetzung      | Land                                                           | Zeit (min) |
| ----- | -------------- | -------------------------------------------------------------- | ---------- |
| 1     | BR Deutschland | Friedrich Roderfeld Jens Ulbricht Rolf Krüsmann Manfred Kinder | 3:09,8     |
| 2     | Norwegen       | Terje Larsen John Skelvag Richard Simonsen Eikas               | 3:18,5     |

Datum: 25. September

### Hochsprung
| Platz | Athlet                | Land | Höhe (m) |
| ----- | --------------------- | ---- | -------- |
| 1     | Ingomar Sieghart      | FRG  | 2,08     |
| 2     | Wolfgang Schillkowski | FRG  | 2,04     |
| 3     | Terje Haugland        | NOR  | 1,95     |
| 4     | Arne Holm             | NOR  | 1,90     |

Datum: 25. September

### Stabhochsprung
| Platz | Athlet            | Land | Höhe (m) |
| ----- | ----------------- | ---- | -------- |
| 1     | Claus Schiprowski | FRG  | 4,70     |
| 2     | Reiner Liese      | FRG  | 4,60     |
| 3     | Ivar Bredholt     | NOR  | 4,00     |
| 4     | Bjørn Morstøl     | NOR  | 4,00     |

Datum: 24. September

### Weitsprung
| Platz | Athlet            | Land | Weite (m) |
| ----- | ----------------- | ---- | --------- |
| 1     | Hermann Latzel    | FRG  | 7,30      |
| 2     | Richard Badendyck | NOR  | 7,05      |
| 3     | Uwe Töppner       | FRG  | 7,04      |
| 4     | Øivind Hopland    | NOR  | 6,93      |

Datum: 24. September

### Dreisprung
| Platz | Athlet        | Land | Weite (m) |
| ----- | ------------- | ---- | --------- |
| 1     | Günter Krivec | FRG  | 15,96     |
| 2     | Michael Sauer | FRG  | 15,63     |
| 3     | Odd Bergh     | NOR  | 15,24     |
| 4     | Martin Jensen | NOR  | 14,80     |

Datum: 25. September

### Kugelstoßen
| Platz | Athlet               | Land | Weite (m) |
| ----- | -------------------- | ---- | --------- |
| 1     | Heinfried Birlenbach | FRG  | 18,51     |
| 2     | Bjørn Bang Andersen  | NOR  | 18,21     |
| 3     | Harald Lorentzen     | NOR  | 17,69     |
| 4     | Traugott Glöckler    | FRG  | 17,34     |

Datum: 24. September

### Diskuswurf
| Platz | Athlet           | Land | Weite (m) |
| ----- | ---------------- | ---- | --------- |
| 1     | Dirk Wippermann  | FRG  | 54,32     |
| 2     | Hein-Direck Neu  | FRG  | 53,59     |
| 3     | Stein Haugen     | NOR  | 53,00     |
| 4     | Ragnar Skautvedt | NOR  | 50,38     |

Datum: 25. September

### Hammerwurf
| Platz | Athlet        | Land | Weite (m) |
| ----- | ------------- | ---- | --------- |
| 1     | Uwe Beyer     | FRG  | 65,48     |
| 2     | Hans Fahsl    | FRG  | 61,45     |
| 3     | Oddvar Krogh  | NOR  | 61,03     |
| 4     | Magne Føleide | NOR  | 57,56     |

Datum: 24. September

### Speerwurf
| Platz | Athlet          | Land | Weite (m) |
| ----- | --------------- | ---- | --------- |
| 1     | Hermann Salomon | FRG  | 77,20     |
| 2     | Arne Os         | NOR  | 76,38     |
| 3     | Rolf Herings    | FRG  | 75,77     |
| 4     | Terje Thorslund | NOR  | 72,08     |

Datum: 25. September